# Dryinus kimseyae
Dryinus kimseyae (лат.) — вид ос рода Dryinus из семейства Dryinidae (Dryininae). Центральная и Южная Америка: Бразилия, Колумбия, Коста-Рика, Панама.

## Описание
Относительно крупные осы-дрииниды, длина тела 6,8—10,8 мм (один из крупнейших наряду с Dryinus harpax и Dryinus cerdani видов семейства). Голова чёрная, за исключением мандибул; клипеус буроватый, за исключением коричневого пятна; передняя часть лица около наличника бурая; вентральная сторона головы чёрная, за исключением большого жёлтого пятна около ротового отверстия; иногда голова почти полностью бурая, кроме коричневого пятна на темени; антенны коричнево-красноватые, кроме 1-го сегмента жёлтые.
Грудь чёрная, кроме заднего края переднеспинки; изредка переднеспинка красноватая, кроме коричневого пятна на поперечной борозде; метасома коричневая. Ноги бурые; изредка протибии частично коричневые. Усиковые сегменты в следующих пропорциях: 24:11:90:33:30:21:16:15:12:17; антеннальный сегмент 4 примерно в девять раз длиннее ширины (35:4). Голова плоская, тупая, гранулированная, с многочисленными ареолами и неправильными килями; лобная линия полная; затылочный киль неполный, отсутствует на виске. Пронотум блестящий, волосатый, с многочисленными продольными килями на заднем воротничке и диске; переднеспинка пересечена сильным поперечным вдавлением; диск примерно в три раза длиннее переднего воротничка (50:14); задний воротничок короткий, чётко выражен; пронотальный бугорок не достигает тегул. Скутум скульптурирован многочисленными продольными килями. Нотаули полные, заднераздельные, едва заметные среди килей скутума. Скутеллюм тусклый, передняя половина сетчато-шероховатая, задняя — гранулированная; изредка щитик скульптурирован многочисленными продольными килями. Метанотум тусклый, гранулированный. Проподеум блестящий, с дорсальной поверхностью скульптурирована многочисленными сильными продольными килями; задняя поверхность с двумя продольными килями и многими поперечными килями.
Переднее крыло с двумя тёмными поперечными полосами; дистальная часть стигмальной жилки длиннее проксимальной. Протарсальные сегменты в следующих пропорциях: 50:7:14:45:72. Увеличенный коготь с одним крупным субдистальным зубцом и одним рядом из примерно 28 ламелл. Сегмент 5 протарсуса с двумя рядами около 45 ламелл; дистальная вершина с около 25 ламелл Средние ноги с одной шпорой (формула шпор: 1/1/2). Крылья в своём основании имеют 3 замкнутые ячейки (C, R, 1Cu). Нижнечелюстные щупики состоят из 6, а нижнегубные — из 3 члеников (формула щупиков: 6,3). Предположительно, как и другие виды своего рода эктопаразитотиды и хищники цикадок. У самок на передних лапках есть клешня для удерживания цикадок, в тот момент, когда они их временно парализуют и откладывают свои яйца. На коготке клешни имеется одна длинная щетинка. Вид был впервые описан в 1984 году. Включён в 1-ю видовую группу Dryinus. Валидный статус был подтверждён в 2014 году в ходе обзора фауны Неотропики итальянским гименоптерологом Массимо Ольми (Massimo Olmi; Tropical Entomology Research Center, Витербо, Италия) и аргентинским энтомологом Эдуардо Вирла (Eduardo Virla; CONICET, Inst. of Entomology, Fund. M. Lillo, Сан-Мигель-де-Тукуман, Тукуман, Аргентина).